# Dún Dúchathair
Dún Dúchathair o simplemente Dúchathair ([duːn ˈduːxahɪɾʲ] anglicanizado como Doocaher), que significa «fuerte circular negro de piedra» fue un gran fuerte circular de piedra situado en la isla de Inishmore (una de las Islas Aran) en el condado de Galway (Irlanda). Debido a la erosión, actualmente se encuentra en un promontorio rocoso que se adentra en el mar.

## Descripción
En la parte exterior hay grandes muros, que alcanzan los seis metros de altura y los cinco de ancho. En el interior se encuentran las ruinas de varias salas y habitaciones, posiblemente cabañas colmena. Existe la evidencia de que la entrada estaba protegida por un caballo frisio.

## Galería

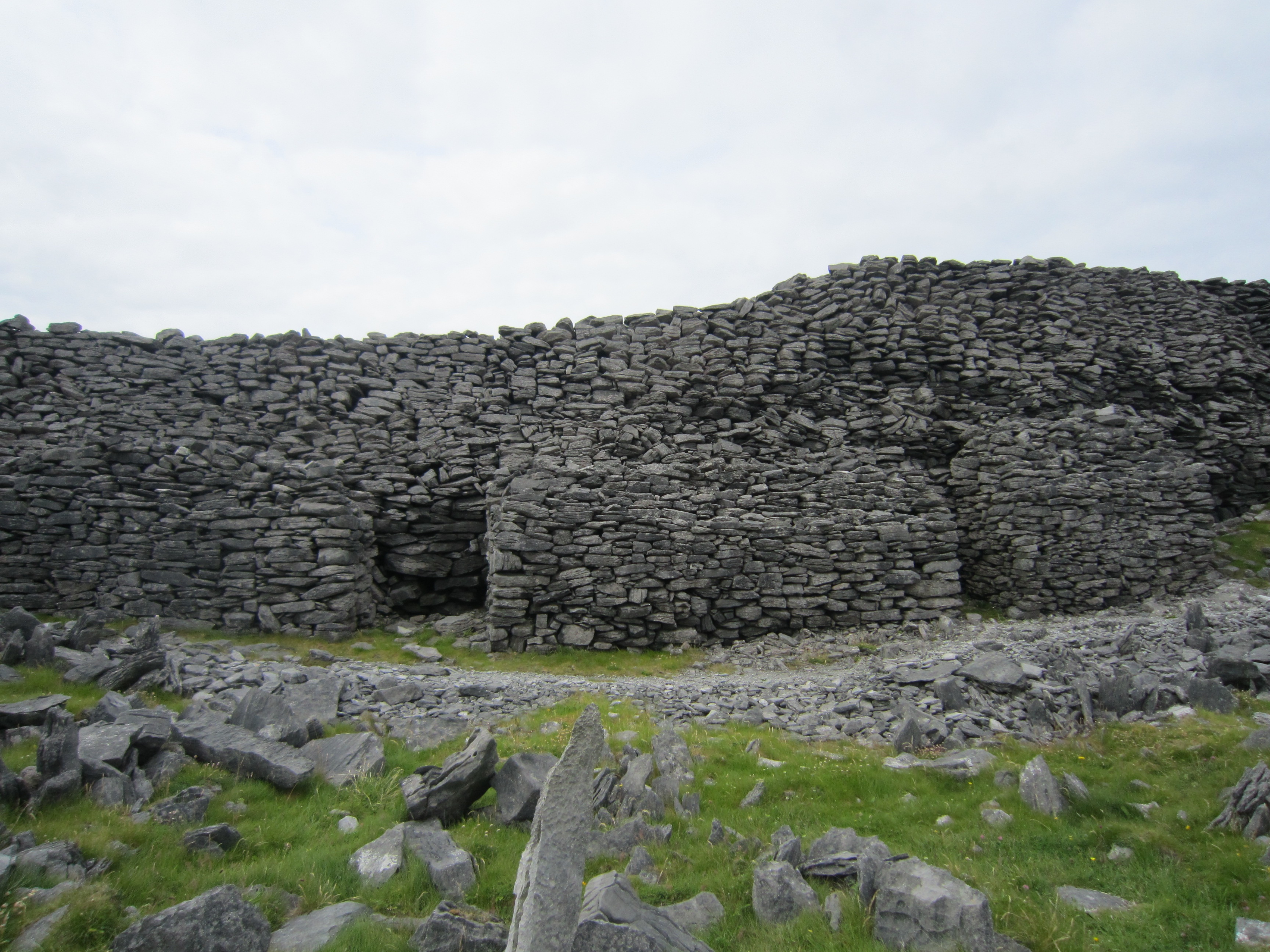
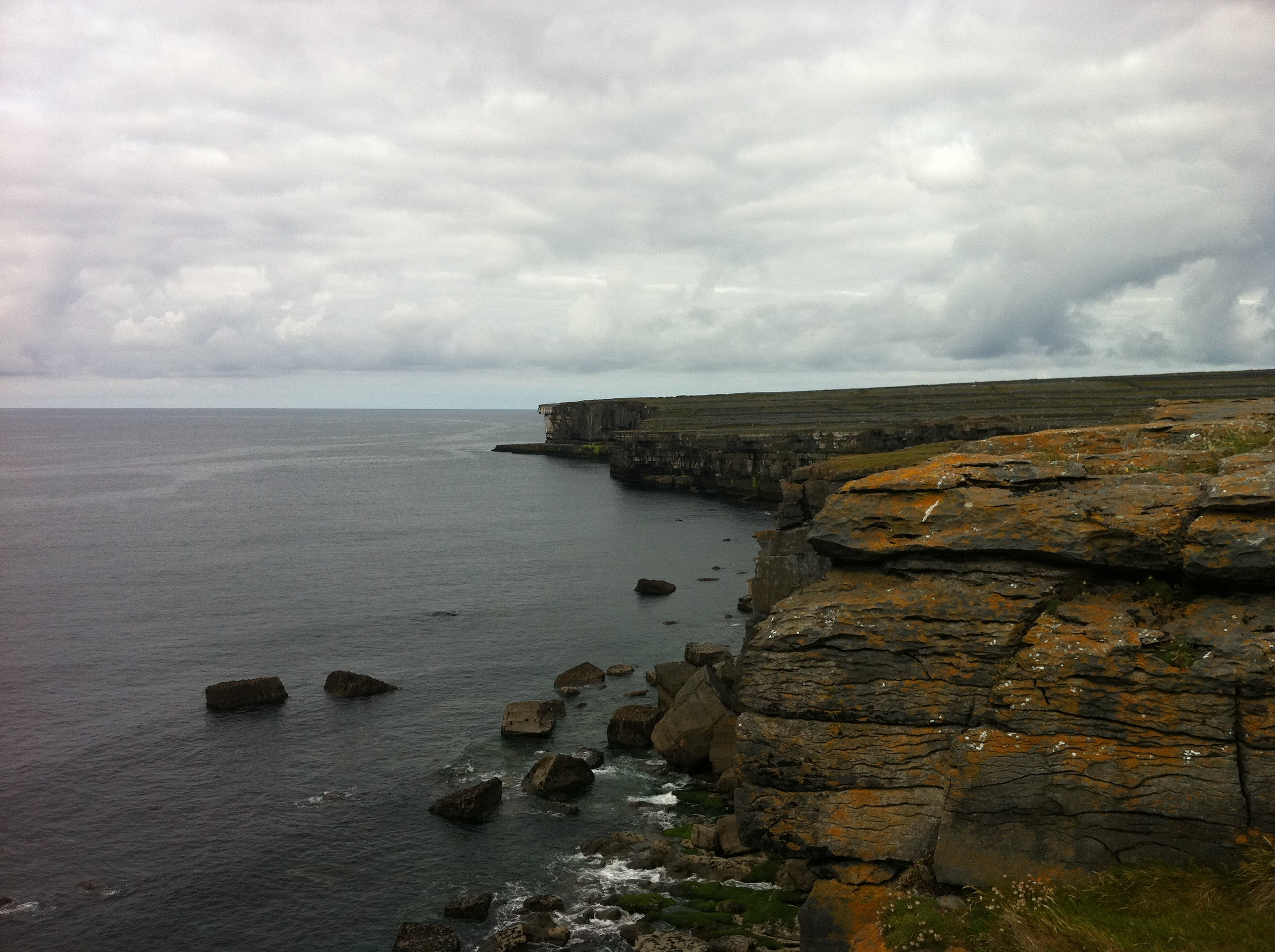
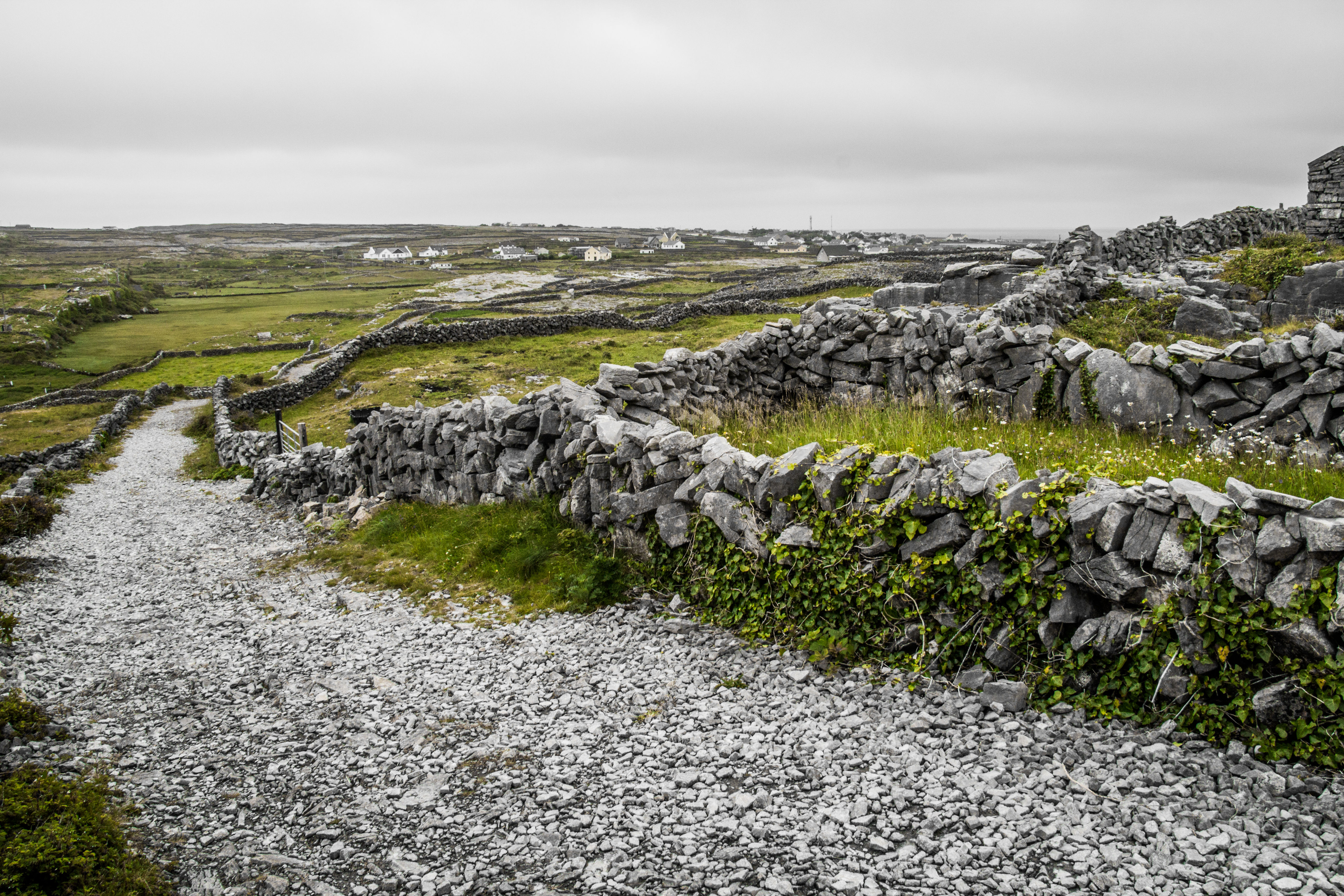
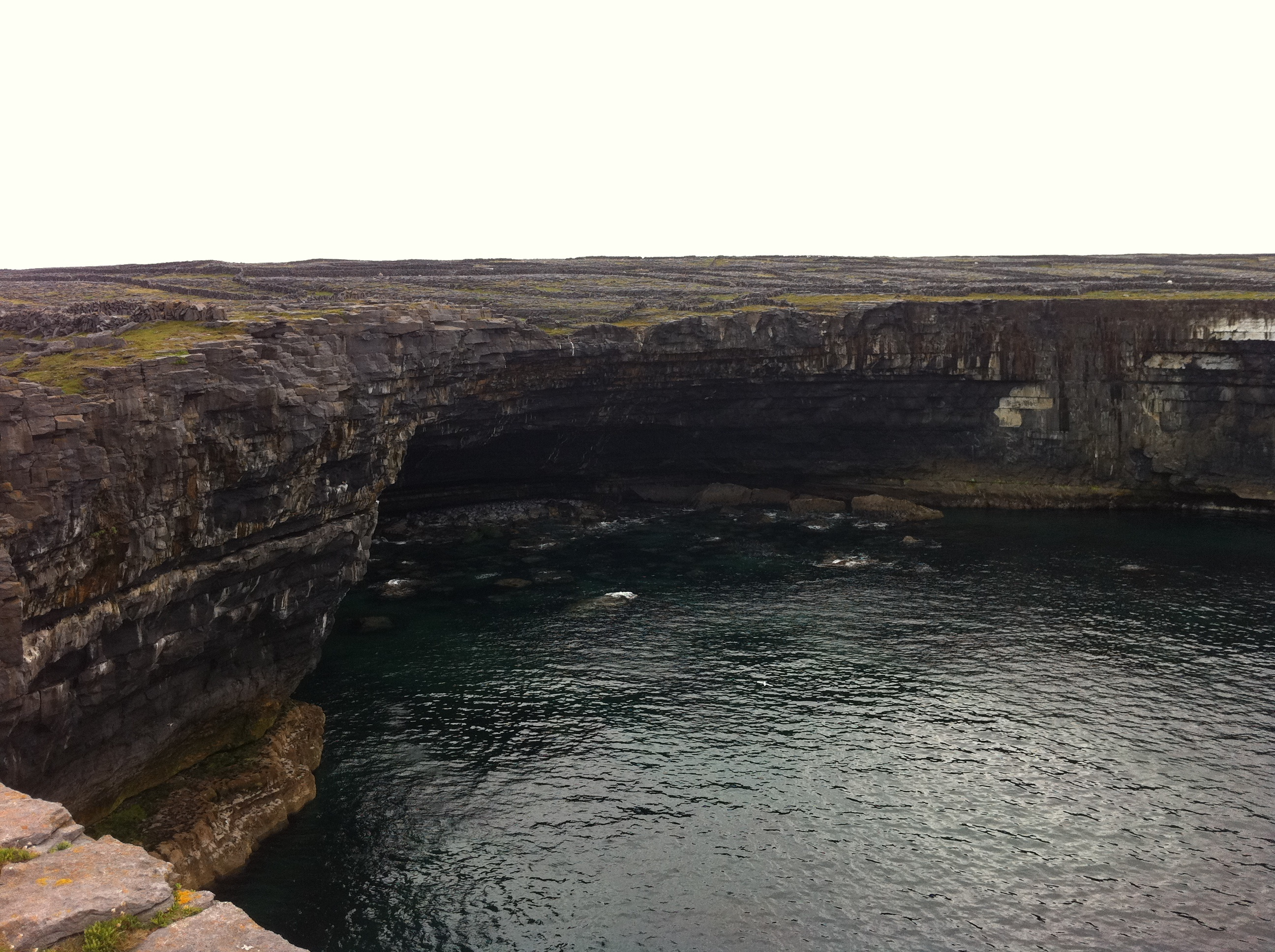